# Burksiella dianae
Burksiella dianae är en stekelart som beskrevs av Pinto 2006. Burksiella dianae ingår i släktet Burksiella och familjen hårstrimsteklar. Inga underarter finns listade.